# Metropolitan Building (Detroit)
El Metropolitan Building (o Element Detroit at the Metropolitan) es un edificio ubicado en el Downtown de Detroit, Míchigan, cerca de Grand Circus Park. Fue construido en un lote triangular en 33 John R Street. La obra comenzó en 1924 y terminó en 1925. La firma de arquitectos Weston and Ellington diseñó sus 15 pisos en un estilo neogótico.

## Historia
A principios de los años 1920 George P. Yost, vicepresidente de Central Detroit Realty Co., quiso centralizar varias operaciones de un solo comercio en un solo edificio. Con ese fin, a principios de 1924, varias estructuras fueron arrasadas para dar paso al Metropolitan. La excavación para sus 14 pisos comenzó el 5 de julio de 1924. Walbridge-Aldinger Co. se encargó de la construcción. El edificio debía estar listo para enero o febrero de 1925, pero solo lo estuvo el 25 de mayo.
Una vez ocupado por tiendas, oficinas e instalaciones de joyeros, fue conocido como el Jeweler's Building (Edificio de los joyeros). La fabricación de relojes luminosos en el edificio dejó varias sustancias tóxicas que frustraron algunos planes de reconstrucción.  El exterior está revestido de ladrillo, granito y terracota. Su fachada está adornado con escudos y piezas de armadura para acentuar su aspecto gótico.
Perteneció a Central Detroit Realty hasta 1946, cuando se vendió a Provident Mutual Life Insurance Co., que a su vez se lo vendió a tres hombres de negocios. Estos dirigieron el Metropolitan, pero el declive de la ciudad en los años sesenta y setenta llevó a su cierre en 1979.
En 1987 fue inaugurada frente al Metropolitan Building la estación Broadway del Detroit People Mover.

### SigloXX
En marzo de 2010, la Autoridad de Desarrollo del Centro votó para instalar andamios y redes de seguridad en el edificio para evitar la caída de partes de la fachada.
En septiembre de 2013, la ciudad solicitó ofertas para la eliminación del asbesto y otros materiales peligrosos del edificio para determinar si debe ser demolido o restaurado. La propiedad fue ofrecida a Rock Ventures, propiedad del promotor inmobiliario Dan Gilbert, sin embargo, la compañía declinó tomar posesión de la estructura. Anteriormente, Bruce Schwartz de Bedrock Real Estate Services, una de las subsidiarias de Rock Ventures, había dicho que parte del edificio podría ser demolido para construir un espacio público, lofts y oficinas. Sin embargo, más tarde dijo que la compañía estaría abierta a restaurar la estructura.
En marzo de 2015, la Autoridad de Desarrollo del Centro aprobó un plan de renovación de 23,2 millones para crear 71 apartamentos junto con locales comerciales y comerciales en los dos pisos inferiores. En mayo de 2016 se anunció que el edificio se convertiría en un hotel, Element Detroit en el Metropolitan. El 29 de agosto de 2017 comenzó la renovación.